# Bel Sante
Bel Sante ist ein Lied, das 1955 in englischer Sprache und ein Jahr darauf als Schlager veröffentlicht wurde.
Laut der Gesellschaft für musikalische Aufführungs- und mechanische Vervielfältigungsrechte stammt die Musik von Charlotte Chait und der Text von Mack Discant (GEMA-Werk.-Nr.: 1220358-001). Als Bearbeiter einer weiteren Version (GEMA-Werk.-Nr.: 1220358-004) ist Bert Kaempfert eingetragen. Als Originalverlag ist Emi Full Keel Music angeführt.

## Inhalt
Im deutschen Liedtext wird eine Stadt namens Bel Sante besungen, die kein Seemann vergesse, weil dort die schönsten Mädchen seien – im Text heißt es: „Überall gibt es schöne Mädchen, von Jamaika bis Hawaii, doch die schönsten fand ich an Bel Santes Kai.“ Aufgrund des langen Abschiednehmens verpasst der Protagonist jedes Mal sein Schiff, daher möchte nach zehn Fahrten niemand mehr mit ihm in Bel Sante vor Ufer gehen, daher hat er noch einen Wunsch: „Ach könnt’ ich doch mein Bel Sante nur noch einmal wiedersehn“.

## Veröffentlichungen
Der erste Interpret von Bel Sante war Mitch Miller & his Orchestra and Chorus 1955 im Label Columbia Records, der dieses Lied in englischer Sprache aufnahm.
Als Schlager nahm Freddy Quinn das Lied 1956 im Musiklabel Polydor sowohl als B-Seite der Single Endlose Nächte als auch auf Quinns erstem Studioalbum Freddy auf. Diese Single wurde von der Deutschen Grammophon-Gesellschaft hergestellt. Sowohl Endlose Nächte als auch Bel Sante werden im Foxtrott gespielt. Das Arrangement stammt von Bert Kaempfert.
Weitere Aufnahmen stammen von Gerd Fitz (1957) und Heinz Neubrand (1957 als Teil eines Medleys).

## Chartplatzierungen
Bel Sante erreichte in der Version von Quinn Rang zehn der deutschen Singlecharts und platzierte sich eine Monatsausgabe (4 Wochen) in den Top 10 sowie sechs Monatsausgaben (24 Wochen) in den Charts. Für Freddy war dies der vierte Charterfolg in Deutschland, zum dritten Mal nach Heimweh und Rosalie erreichte er die Top 10.
| ChartsChartplatzierungen | Höchstplatzierung | Wochen |
| ------------------------ | ----------------- | ------ |
| Deutschland (GfK)        | 10 (24 Wo.)       | 24     |